# Мусаев, Фахраддин Муса оглы
Фахраддин Муса оглы Мусаев (лезг. Мусадин хва Фахраддин Мусайрин, азерб. Fəxrəddin Musa oğlu Musayev; 30 июля 1957, Байрамали, Марыйская область — 11 апреля 1992, Физулинский район) — азербайджанский лётчик, старший лейтенант, Национальный герой Азербайджана.

## Биография
Фахраддин Мусаев родился 30 июля 1957 года в городе Байрамали в Туркменской ССР. Он учился здесь в 1964-1974 годах. Был призван на военную службу в 1975 году, служил в Чехословакии, затем в Оренбургской области. В 1979 году поступил в Школу гражданской авиации, которую окончил в 1982 году с отличием. Лезгин по национальности.

### Первая карабахская война
После образования Национальной армии Азербайджана вернулся на родину и участвовал в военных операциях в Карабахе. Фахраддин уничтожал живую силу и бронетехнику противника в основном меткими ракетными ударами. 11 апреля 1992 года лейтенант Фахраддин Мусаев погиб в очередном бою с противником в Физулинском районе.

## Семья
Был женат и имел одного сына.

## Национальный герой
Указом № 833 президента Азербайджанской Республики 7 июня 1992 года Мусаев Фахраддин Муса оглы был удостоен звания «Национальный герой Азербайджана».
Похоронен на Аллее Шахидов в Баку.
Одна из центральных улиц города Гусара названа в честь Национального Героя.
На стене здания в котором он жил был сделан его барельеф.